# Marylynnia dubia
Marylynnia dubia is een rondwormensoort uit de familie van de Cyatholaimidae.